# عادل رحيلي
عادل رحيلي مواليد 25 أبريل 1991 لاعب كرة قدم مغربي يجيد اللعب في خط الدفاع يلعب في نادي الخور القطري.
مثل سابق نادي الجيش الملكي والرجاء البيضاوي ونادي ميلماسي المولدوفي ونادي الكويت الكويتي و نادي أم صلال ونادي الخور.

## روابط خارجية
- عادل رحيلي على موقع قاعدة بيانات كرة القدم.إي يو (الإنجليزية)
- عادل رحيلي على موقع Soccerway.com (الإنجليزية)